# Landkreis Schwäbisch Gmünd
Der Landkreis Schwäbisch Gmünd (bis 1941 Landkreis Gmünd) war ein Landkreis in Baden-Württemberg, der im Zuge der Kreisreform am 1. Januar 1973 aufgelöst wurde.

## Geographie

### Lage
Der Landkreis Schwäbisch Gmünd lag im Osten Baden-Württembergs. 
Geografisch hatte er Anteil am Schwäbisch-Fränkischen Wald und am östlichen Remstal. Die Rems, ein Nebenfluss des Neckars, durchfloss das südliche Kreisgebiet in Ost-West-Richtung.

### Nachbarkreise
Seine Nachbarkreise waren 1972 im Uhrzeigersinn beginnend im Norden Backnang, Aalen, Heidenheim, Göppingen und Waiblingen.

## Geschichte

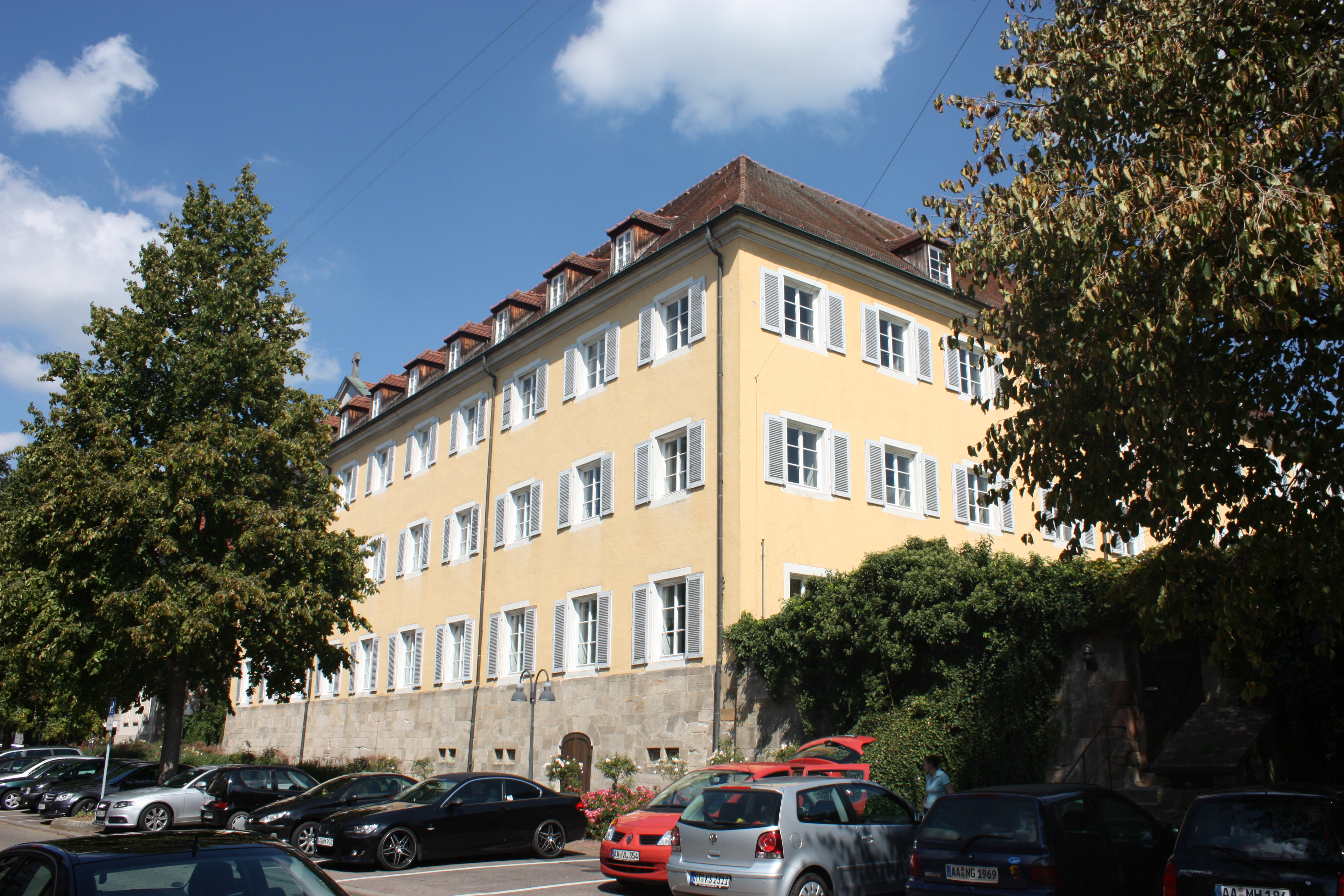
Das ehemalige Augustinerkloster, Sitz des Landkreises bis zum Umzug in das neue Gebäude

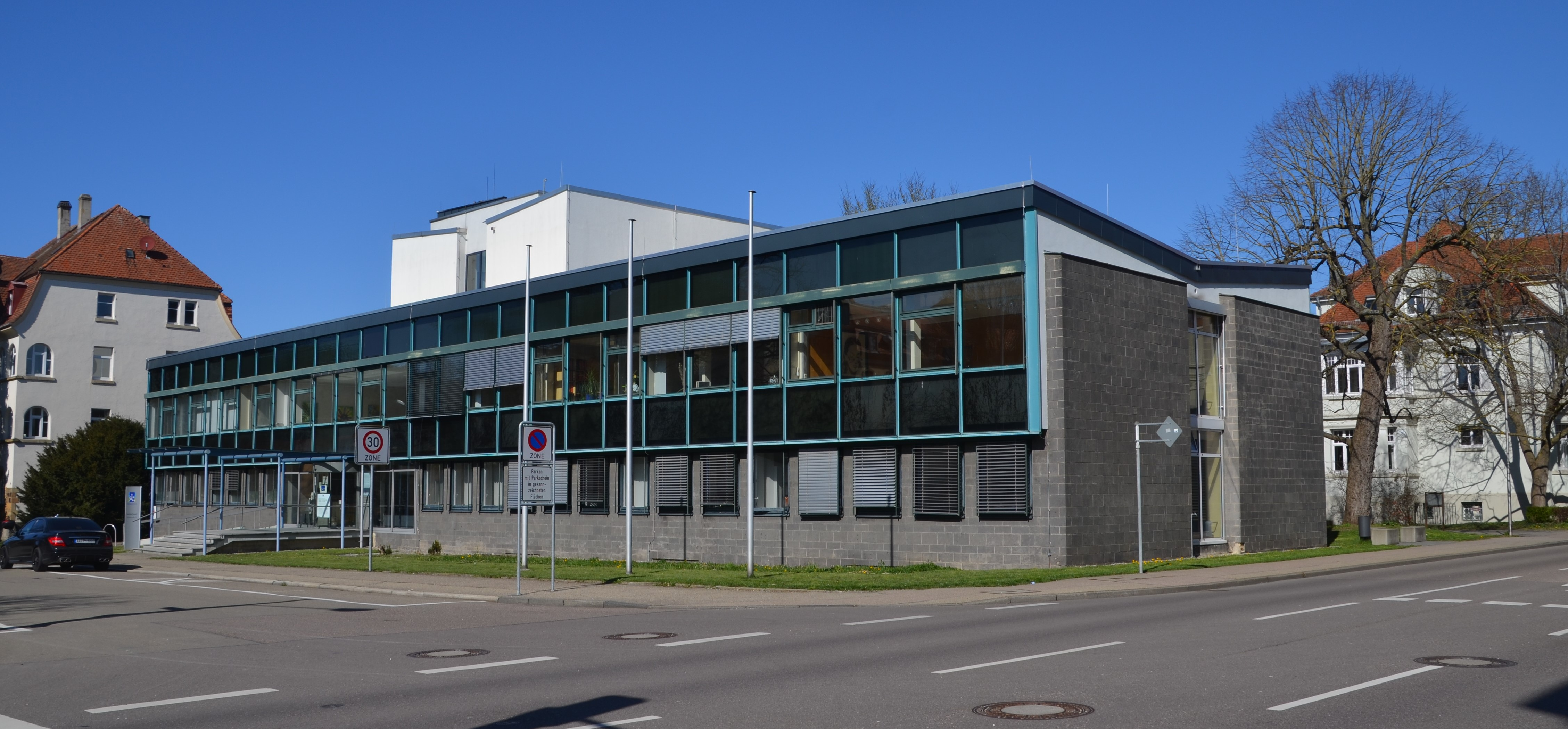
Der Verwaltungssitz des Landkreises Schwäbisch Gmünd wurde 1955–1957 erbaut und beherbergt heute die Außenstelle Schwäbisch Gmünd des Landratsamts Ostalbkreis

Das Gebiet des Landkreises Schwäbisch Gmünd gehörte vor 1800 zu verschiedenen Herrschaften, darunter Württemberg und die Reichsstadt Gmünd. 1803 kam das ganze Gebiet an Württemberg, wo es ab 1806 zu den Oberämtern Gmünd und Welzheim (Kreis Schorndorf) bzw. Aalen und Gaildorf (Kreis Ellwangen) gehörte. 1810 entstanden die Ämter Gmünd und Lorch (später Welzheim) innerhalb der Landvogtei an der Fils und Rems bzw. Aalen und Gaildorf innerhalb der Landvogtei am Kocher. 1819 gehörten die vier Oberämter Gmünd, Welzheim, Aalen und Gaildorf zum Jagstkreis. 1934 wurde aus den Oberämtern Kreise und 1938 entstand der Landkreis Gmünd aus dem bisherigen Kreis Gmünd und Teilen der Kreise Aalen, Gaildorf und Welzheim. Seit dem 2. Mai 1941 führte der Landkreis auf Antrag des Landrates Hoß die Bezeichnung Landkreis Schwäbisch Gmünd, um eine Verwechslung mit dem Landkreis Gmünd im Gau Niederdonau zu verhindern. Die Stadt Schwäbisch Gmünd erhielt bereits 1934 den heutigen Namen.
Nach der Bildung des Landes Baden-Württemberg 1952 gehörte der Landkreis Schwäbisch Gmünd zum Regierungsbezirk Nordwürttemberg. Durch die Gemeindereform ab 1970 veränderte sich das Kreisgebiet in zwei Fällen. Am 1. September 1971 wurde die Gemeinde Untergröningen in die Gemeinde Abtsgmünd, Landkreis Aalen, eingemeindet und verließ somit den Landkreis Schwäbisch Gmünd. Am 1. April 1972 wurde die Gemeinde Maitis in die Stadt Göppingen und dementsprechend in den Landkreis Göppingen eingegliedert. Bereits 1968 waren mehrere zur Gemeinde Pfahlbronn gehörende Exklaven an die Stadt Welzheim ein- und somit aus dem Landkreis Schwäbisch Gmünd ausgegliedert worden.
Mit Wirkung vom 1. Januar 1973 wurde der Landkreis Schwäbisch Gmünd aufgelöst. Seine Gemeinden wurden überwiegend dem neu gebildeten Ostalbkreis zugeordnet, der damit Rechtsnachfolger des Landkreises Schwäbisch Gmünd wurde. Drei Gemeinden kamen zum Rems-Murr-Kreis. 

### Einwohnerentwicklung
Alle Einwohnerzahlen sind Volkszählungsergebnisse.
| Jahr               | Einwohner |
| ------------------ | --------- |
| 17. Mai 1939       | 60.744    |
| 13. September 1950 | 88.159    |

| Jahr         | Einwohner |
| ------------ | --------- |
| 6. Juni 1961 | 100.341   |
| 27. Mai 1970 | 111.412   |

## Politik

### Landrat
Die Landräte des Landkreises Schwäbisch Gmünd von 1928 bis 1972:
- 1929–1945: Max Hoß
- 1945–1961: Konrad Burkhardt (CDU)
- 1961–1972: Friedrich Karl Röther

Die Oberamtmänner des früheren Oberamts Gmünd von 1806 bis 1929 sind im Artikel Oberamt Gmünd dargestellt.

### Wappen
Das Wappen des Landkreises Schwäbisch Gmünd zeigte in Gold einen rot bezungten schwarzen Löwen. Das Wappen wurde dem Landkreis Schwäbisch Gmünd am 19. April 1955 vom Innenministerium Baden-Württemberg verliehen.
Der staufische Löwe steht für die frühere Zugehörigkeit eines Großteils des Kreisgebiets zum Stammgebiet der Staufer, als dessen Keimzelle die spätere Stadt Lorch gilt.

## Wirtschaft und Infrastruktur

### Verkehr
Eisenbahnstrecken im ehemaligen Kreisgebiet sind die Remsbahn, die nicht mehr betriebene Obere Kochertalbahn und die abgebauten Strecken Hohenstaufenbahn und Heubachbahn.
Durch das Kreisgebiet führte keine Bundesautobahn. Daher wurde es nur durch die Bundesstraße 29 und mehrere Landes- und Kreisstraßen erschlossen.

## Gemeinden
Zum Landkreis Schwäbisch Gmünd gehörten ab 1938 zunächst 37 Gemeinden, davon drei Städte. 1939 wurden die Gemeinden Unterböbingen und Oberböbingen zur Gemeinde Unterböbingen vereinigt. Deren Name wurde 1957 in Gemeinde Böbingen an der Rems geändert. 1959 wurde die Gemeinde Bettringen in die Stadt Schwäbisch Gmünd eingegliedert. Somit gab es nur noch 35 Gemeinden.
Am 7. März 1968 stellte der Landtag von Baden-Württemberg die Weichen für eine Gemeindereform. Mit dem Gesetz zur Stärkung der Verwaltungskraft kleinerer Gemeinden war es möglich, dass sich kleinere Gemeinden freiwillig zu größeren Gemeinden vereinigen konnten. Den Anfang im Landkreis Schwäbisch Gmünd machte am 1. Januar 1969 die Gemeinde Herlikofen, die in die Stadt Schwäbisch Gmünd eingegliedert wurde. In der Folgezeit reduzierte sich die Zahl der Gemeinden stetig, bis der Landkreis Schwäbisch Gmünd schließlich am 1. Januar 1973 im Ostalbkreis aufging.
Die größte Gemeinde des Landkreises war die Kreisstadt Schwäbisch Gmünd, die seit dem 1. April 1956 Große Kreisstadt ist. Die kleinste Gemeinde war Obergröningen.
In der Tabelle stehen die Gemeinden des Landkreises Schwäbisch Gmünd vor der Gemeindereform. Die Einwohnerangaben beziehen sich auf die Volkszählungsergebnisse in den Jahren 1961 und 1970.
| frühere Gemeinde                   | heutige Gemeinde     | heutiger Landkreis | Einwohner am 6. Juni 1961 | Einwohner am 27. Mai 1970 |
| ---------------------------------- | -------------------- | ------------------ | ------------------------- | ------------------------- |
| Alfdorf                            | Alfdorf              | Rems-Murr-Kreis    | 02.191                    | 02.596                    |
| Bargau                             | Schwäbisch Gmünd     | Ostalbkreis        | 01.845                    | 02.357                    |
| Bartholomä                         | Bartholomä           | Ostalbkreis        | 01.415                    | 01.542                    |
| Bettringen1                        | Schwäbisch Gmünd     | Ostalbkreis        | 03.063                    | –                         |
| Böbingen an der Rems               | Böbingen an der Rems | Ostalbkreis        | 02.214                    | 02.749                    |
| Degenfeld                          | Schwäbisch Gmünd     | Ostalbkreis        | 0394                      | 0411                      |
| Durlangen                          | Durlangen            | Ostalbkreis        | 01.297                    | 02.098                    |
| Eschach                            | Eschach              | Ostalbkreis        | 01.151                    | 01.317                    |
| Göggingen                          | Göggingen            | Ostalbkreis        | 01.002                    | 01.310                    |
| Großdeinbach                       | Schwäbisch Gmünd     | Ostalbkreis        | 01.821                    | 02.191                    |
| Herlikofen                         | Schwäbisch Gmünd     | Ostalbkreis        | 03.525                    | –                         |
| Heubach, Stadt                     | Heubach              | Ostalbkreis        | 04.901                    | 06.110                    |
| Heuchlingen                        | Heuchlingen          | Ostalbkreis        | 01.064                    | 01.391                    |
| Iggingen                           | Iggingen             | Ostalbkreis        | 01.412                    | 01.634                    |
| Lautern                            | Heubach              | Ostalbkreis        | 0761                      | 01.072                    |
| Leinzell                           | Leinzell             | Ostalbkreis        | 01.693                    | 01.991                    |
| Lindach                            | Schwäbisch Gmünd     | Ostalbkreis        | 01.451                    | 02.299                    |
| Lorch, Stadt                       | Lorch                | Ostalbkreis        | 05.935                    | 06.037                    |
| Maitis                             | Göppingen            | Göppingen          | 0369                      | 0398                      |
| Mögglingen                         | Mögglingen           | Ostalbkreis        | 02.564                    | 02.933                    |
| Mutlangen                          | Mutlangen            | Ostalbkreis        | 02.314                    | 03.289                    |
| Obergröningen                      | Obergröningen        | Ostalbkreis        | 0348                      | 0359                      |
| Pfahlbronn                         | Alfdorf              | Rems-Murr-Kreis    | 01.865                    | 02.047                    |
| Rechberg                           | Schwäbisch Gmünd     | Ostalbkreis        | 01.042                    | 01.372                    |
| Ruppertshofen                      | Ruppertshofen        | Ostalbkreis        | 01.138                    | 01.290                    |
| Schechingen                        | Schechingen          | Ostalbkreis        | 01.041                    | 01.240                    |
| Schwäbisch Gmünd, Große Kreisstadt | Schwäbisch Gmünd     | Ostalbkreis        | 44.587                    | 44.407                    |
| Spraitbach                         | Spraitbach           | Ostalbkreis        | 01.117                    | 01.516                    |
| Straßdorf                          | Schwäbisch Gmünd     | Ostalbkreis        | 02.566                    | 03.082                    |
| Täferrot                           | Täferrot             | Ostalbkreis        | 0777                      | 0836                      |
| Untergröningen                     | Abtsgmünd            | Ostalbkreis        | 01.199                    | 01.332                    |
| Vordersteinenberg                  | Alfdorf              | Rems-Murr-Kreis    | 0726                      | 0694                      |
| Waldhausen                         | Lorch                | Ostalbkreis        | 02.449                    | 02.973                    |
| Waldstetten                        | Waldstetten          | Ostalbkreis        | 03.798                    | 04.523                    |
| Weiler in den Bergen               | Schwäbisch Gmünd     | Ostalbkreis        | 0881                      | 0931                      |
| Wißgoldingen                       | Waldstetten          | Ostalbkreis        | 01.013                    | 01.085                    |

Fußnote:
1 Bettringen wurde bereits 1959 in die Stadt Schwäbisch Gmünd eingegliedert. Die genannte Einwohnerzahl bezieht sich auf das Jahr 1956.

## Kfz-Kennzeichen
Am 1. Juli 1956 wurde dem Landkreis bei der Einführung der bis heute gültigen Kfz-Kennzeichen das Unterscheidungszeichen GD zugewiesen. Es wurde bis zum 31. Dezember 1972 ausgegeben. Seit dem 25. Februar 2013 ist es aufgrund der Kennzeichenliberalisierung im Ostalbkreis erhältlich.